# Belgodyssée
Le concours Belgodyssée est un concours belge national annuel pour jeunes journalistes. Il est organisé par la RTBF, la VRT, L'Avenir, Metro et le Fonds Prince Philippe de la fondation Roi Baudouin. Le concours est soutenu par Brussels Airlines, Mediarte et la Chancellerie du Premier Ministre.
Il est lancé en 2005 dans le cadre des festivités 175-25, sous l'impulsion du journaliste Adrien Joveneau. Du côté néerlandophone, le concours est coordonné par Kathy Lindekens.

## Déroulement
Au terme de plusieurs phases de sélection, une dizaine de jeunes journalistes (en dernière année de master ou venant d'achever leurs études) sont sélectionnés pour former des binômes bilingues.
Durant deux semaines, chaque binôme doit réaliser une série de reportages pour la presse audiovisuelle, la presse écrite et les médias sociaux.
Depuis plusieurs années, les différents prix sont remis lors d'une cérémonie au Palais royal de Bruxelles par le Roi Philippe.

## Vainqueurs

### 2005 -1reédition
| Catégories         | Vainqueurs                                                     |
| ------------------ | -------------------------------------------------------------- |
| Prix Belgodyssée   | Pauline Bourtembourg (francophone) Ina Dubois (néerlandophone) |
| Prix presse écrite | Harold Schuiten (francophone) Kristien Segers (néerlandophone) |

### 2006 -2eédition
| Catégories                         | Vainqueurs                                                          |
| ---------------------------------- | ------------------------------------------------------------------- |
| Prix Belgodyssée                   | Hélène Maquet (francophone) Bram Van de Velde (néerlandophone)      |
| Prix presse écrite                 | Catherine Parmentier (francophone) Iki Verbrugghe (néerlandophone). |
| Prix de la Meilleure collaboration | Séverine Dieudonné (francophone) Ann Verresen (néerlandophone).     |

### 2007 -3eédition
| Catégories                         | Vainqueurs                                                        |
| ---------------------------------- | ----------------------------------------------------------------- |
| Prix Belgodyssée                   | Julien Delsaux (francophone) Ruben Van Bockstael (néerlandophone) |
| Prix presse écrite                 | Fanny Geeraerts (francophone) Leen Van Hemel (néerlandophone).    |
| Prix de la meilleure collaboration | Lisa Glenn (francophone) Yasmin Holail Mohamed (néerlandophone)   |

### 2008 -4eédition
| Catégories                         | Vainqueurs                                                         |
| ---------------------------------- | ------------------------------------------------------------------ |
| Prix Belgodyssée                   | Catherine Tonero (francophone) Maarten Vancoillie (néerlandophone) |
| Prix presse écrite                 | Nicolas Delaunay (francophone) Mieke Simoen (néerlandophone)       |
| Prix de la meilleure collaboration | Stéphanie Lepage (francophone) Joanna Newbitt (néerlandophone)     |

### 2009 -5eédition
| Catégories                         | Vainqueurs                                                      |
| ---------------------------------- | --------------------------------------------------------------- |
| Prix Belgodyssée                   | Quentin Warlop (francophone) Jessica Moens (néerlandophone)     |
| Prix presse écrite                 | Edith Frébutte (francophone) Leonard Muylle (néerlandophone)    |
| Prix de la meilleure collaboration | Sung-Shim Courier (francophone) Saartje Spriet (néerlandophone) |

### 2010 -6eédition
| Catégories                         | Vainqueurs                                                           |
| ---------------------------------- | -------------------------------------------------------------------- |
| Prix Belgodyssée                   | Marie Dessy (francophone) Jen Steelant (néerlandophone)              |
| Prix presse écrite                 | Jean-François Vanwelde (francophone) Jolien Durwael (néerlandophone) |
| Prix de la meilleure collaboration | Alexandre Gerez (francophone) Adriaan D'Haens (néerlandophone)       |

### 2011 -7eédition
| Catégories                         | Vainqueurs                                                        |
| ---------------------------------- | ----------------------------------------------------------------- |
| Prix Belgodyssée                   | Sébastien De Foere (francophone) Cecilia Coppens (néerlandophone) |
| Prix presse écrite                 | Perrine Willamme (francophone) Elisabeth Ackaert (néerlandophone) |
| Prix de la meilleure collaboration | Eve Peeters (francophone) Lamiaa El Hammoumi (néerlandophone)     |

### 2012 -8eédition
| Catégories                         | Vainqueurs                                                       |
| ---------------------------------- | ---------------------------------------------------------------- |
| Prix Belgodyssée                   | Maxime Paquay (francophone) Sofie Verbrugge (néerlandophone)     |
| Prix presse écrite                 | Bastien Craninx (francophone) Johanna Laurent (néerlandophone)   |
| Prix de la meilleure collaboration | Dora Brouzakis (francophone) Yannick Van Winkel (néerlandophone) |

### 2013 -9eédition
| Catégories                         | Vainqueurs                                                    |
| ---------------------------------- | ------------------------------------------------------------- |
| Prix Belgodyssée                   | Marie Berckvens (francophone) Linde Declercq (néerlandophone) |
| Prix presse écrite                 | Baptiste Erpicum (francophone) Sara De Grave (néerlandophone) |
| Prix de la meilleure collaboration | Valérie Neysen (francophone) Bart Segers (néerlandophone)     |

### 2014 -10eédition
| Catégories                         | Vainqueurs                                                        |
| ---------------------------------- | ----------------------------------------------------------------- |
| Prix Belgodyssée                   | Mariam Alard (francophone) Nikeli De Ceuninck (néerlandophone)    |
| Prix presse écrite                 | Hélène Servais (francophone) Tiffany Mestdagh (néerlandophone)    |
| Prix de la meilleure collaboration | Martin Caulier (francophone) Eline Vandenbroucke (néerlandophone) |

### 2015 -11eédition
| Catégories                         | Vainqueurs                                                     |
| ---------------------------------- | -------------------------------------------------------------- |
| Prix Belgodyssée                   | Sophie Mergen (francophone) Claudia Frickel (néerlandophone)   |
| Prix presse écrite                 | Eglantine Nyssen (francophone) Tanita De Mey (néerlandophone)  |
| Prix de la meilleure collaboration | Nicolas Lowyck (francophone) Janne Vandevelde (néerlandophone) |

### 2016 -12eédition
| Catégories                         | Vainqueurs                                                    |
| ---------------------------------- | ------------------------------------------------------------- |
| Prix Belgodyssée                   | Maxime Delrue (francophone) Roxane Dupont (néerlandophone)    |
| Prix presse écrite                 | Jody Bau (francophone) Cisse Michiels (néerlandophone)        |
| Prix de la meilleure collaboration | Louis Toussaint (francophone) Dieter Peeters (néerlandophone) |

### 2017 -13eédition
| Catégories                         | Vainqueurs                                                   |
| ---------------------------------- | ------------------------------------------------------------ |
| Prix Belgodyssée                   | Milan Berckmans (francophone) Ruben Matthys (néerlandophone) |
| Prix presse écrite                 | Noémie Lins (francophone) Maurane Proost (néerlandophone)    |
| Prix de la meilleure collaboration | Delphine Gheysen (francophone) Maxime Simon (néerlandophone) |

### 2018 -14eédition
| Catégories                         | Vainqueurs                                                           |
| ---------------------------------- | -------------------------------------------------------------------- |
| Prix Belgodyssée                   | Laura Jadot (francophone) Dries Hiroux (néerlandophone)              |
| Prix presse écrite                 | Ambre Ciselet (francophone) Kevin Van den Panhuyzen (néerlandophone) |
| Prix de la meilleure collaboration | Alexandre Heddebaut (francophone) Alice Elliott (néerlandophone)     |
| Prix des médias sociaux            | Julien Covolo (francophone) Laura Clays (néerlandophone)             |

### 2019 -15eédition
| Catégories                         | Vainqueurs                                                        |
| ---------------------------------- | ----------------------------------------------------------------- |
| Prix Belgodyssée                   | Arnaud Bruckner (francophone) Rojin Ferho (néerlandophone)        |
| Prix presse écrite                 | Olivia Grisard (francophone) Andries Haesevoets (néerlandophone)  |
| Prix de la meilleure collaboration | Daphné Fanon (francophone) Charlotte Deprez (néerlandophone)      |
| Prix des médias sociaux            | Arnaud Bruckner (francophone) Kamiel Hammenecker (néerlandophone) |

### 2020 -16eédition
| Catégories                         | Vainqueurs                                                           |
| ---------------------------------- | -------------------------------------------------------------------- |
| Prix Belgodyssée                   | Anne Pollard (francophone) Aida Macpherson (néerlandophone)          |
| Prix presse écrite                 | Anne Pollard (francophone) Thomas Du Bois (néerlandophone)           |
| Prix de la meilleure collaboration | Philippine Wambersie (francophone) Kaat Willems (néerlandophone)     |
| Prix des médias sociaux            | Anne Pollard (francophone) Jonathan Metdepenninghen (néerlandophone) |

### 2021 -17eédition
| Catégories                         | Vainqueurs                                                       |
| ---------------------------------- | ---------------------------------------------------------------- |
| Prix Belgodyssée                   | Lisa Beken (francophone) Noëmi Plateau (néerlandophone)          |
| Prix presse écrite                 | Pauline Denys (francophone) Annelies Haesbrouck (néerlandophone) |
| Prix de la meilleure collaboration | Lisa Neirynck (francophone) Annelies Haesbrouck (néerlandophone) |
| Prix des médias sociaux            | Gordon De Winter (francophone) Charles Gadeyne (néerlandophone)  |

### 2022 -18eédition
| Catégories                         | Vainqueurs                                                    |
| ---------------------------------- | ------------------------------------------------------------- |
| Prix Belgodyssée                   | Léa Defour (francophone) Fien Engelen (néerlandophone)        |
| Prix presse écrite                 | Alix Mayence (francophone) Siska Thuysbaert (néerlandophone)  |
| Prix de la meilleure collaboration | Pauline Bienfait (francophone) Margot Devloo (néerlandophone) |
| Prix des médias sociaux            | Léa Defour (francophone) Ilo Leroy (néerlandophone)           |

2023 19e édition
Max Romain